# Björbo Lillkyrka
Björbo Lillkyrka är en kyrkobyggnad i Floda församling i Västerås stift. Kyrkan ligger i Björbo, Dalarnas län och invigdes 13 november 1993 av kyrkoherde emeritus Gunnar Park. En ambo utgör predikstol och altarbordet är skapat av en bred furuplanka. Per Hilding Perjons har skapat fondmålningen i koret och Ulf Granlund har målat flera tavlor i kyrkan. Kyrkklockan är gjuten 1981 på Morells klockgjuteri i Mora och bär inskriptionen Finn Erik Perssons minne, då pengarna till klockan hämtades från församlingens fond "till Finn Erik Perssons minne".